# Lignières-en-Vimeu
Lignières-en-Vimeu – miejscowość i gmina we Francji, w regionie Hauts-de-France, w departamencie Somma.
Według danych na rok 2011 gminę zamieszkiwało 115 osób, a gęstość zaludnienia wynosiła 35 osób/km² (wśród 2293 gmin Pikardii Lignières-en-Vimeu plasuje się na 876. miejscu pod względem liczby ludności, natomiast pod względem powierzchni na miejscu 1035.).